# 陸謙光
陸謙光（1406年—？），字全吉，浙江寧波府鄞縣人，民籍。明朝政治人物。同進士出身。

## 生平
宣德七年（1432年）舉浙江鄉試第三名。宣德八年（1433年）聯捷癸丑科會試第十七名，殿試登進士第三甲第八名。

## 家族
曾祖陸仲賢。祖父陸士元。父亲陸公建。